# 焉支山
焉支山，又稱胭脂山、燕支山、刪丹山，位於河西走廊的南部，今日中國甘肅山丹縣城東南50公里處。
古时焉支山盛产红兰花，其汁可做胭脂，用以美容，得名胭脂山，一說焉支乃單于妻“阏氏”音“焉支”yān zhī之音。漢武帝時，冠军侯霍去病孤军深入河西走廊，率軍攻略祁连山、焉支山，歼灭其主力三万余人，俘虏匈奴单桓王、酋涂王和单于阏氏等百余人。《西河舊事》載當時的匈奴人有悲歌，“亡我祁連山，使我六畜不蕃息。失我焉支山，使我婦女無顏色。”唐代李白留下了“虽居焉支山，莫道朔雪寒”的绝句。

## 延伸阅读
[在维基数据编辑]
 《欽定古今圖書集成·方輿彙編·山川典·焉支山部》，出自陈梦雷《古今圖書集成》